# Awatere
A 110 kilométer hosszú Awatere Új-Zéland Marlborough régiójának fő folyója. A Kaikoura-hegység északnyugati oldalán ered és az ott húzódó geológiai törésvonal (Awatere Fault) mentén kialakult völgyben halad északkelet felé. A Cook-szoros keleti végén ömlik a Csendes-óceánba, Seldon város közelében.

## Története
A folyó környékén már a korai maori moavadászok megjelentek. A nagy futómadarak kihalása után is erre haladt a maorik útja a Déli-szigetnek a keresett féldrágakőben, a pounamuban gazdag nyugati partja, a mai West Coast régió felé.
A folyó, különösen gyakori heves áradásai idején, már a maorik számára is súlyos akadályt jelentett. A 19. század közepétől az európai telepesek is csak alacsonyabb vízállás mellett tudtak átkelni rajta ökör- vagy ló-vontatta szekereikkel. 1887-re már csak ez az egy folyó maradt áthidalatlanul a Déli-sziget hosszában, Bluff és Picton között, ami természetesen a vasúti közlekedés teljes kiépítését is lehetetlenné tette.
1896-ban kezdték meg a kombinált közúti-vasúti híd építését a folyó felett, és az 1901 júliusára készült el. Az első vonat 1901. július 19-én haladt át rajta. A vonatforgalom felül, a híd tetején, az 1-es számú új-zélandi főútvonal közúti közlekedése egy szinttel lejjebb haladt egy sávon, váltakozó irányú közlekedéssel. Az egysávos közúti híd egészen 2007-ig szolgált, amikor is új, kétsávos hidat építettek a vasúti híd mellett az autóforgalom számára. A régi híd alsó pályáját ezután fizikailag is elbontották.

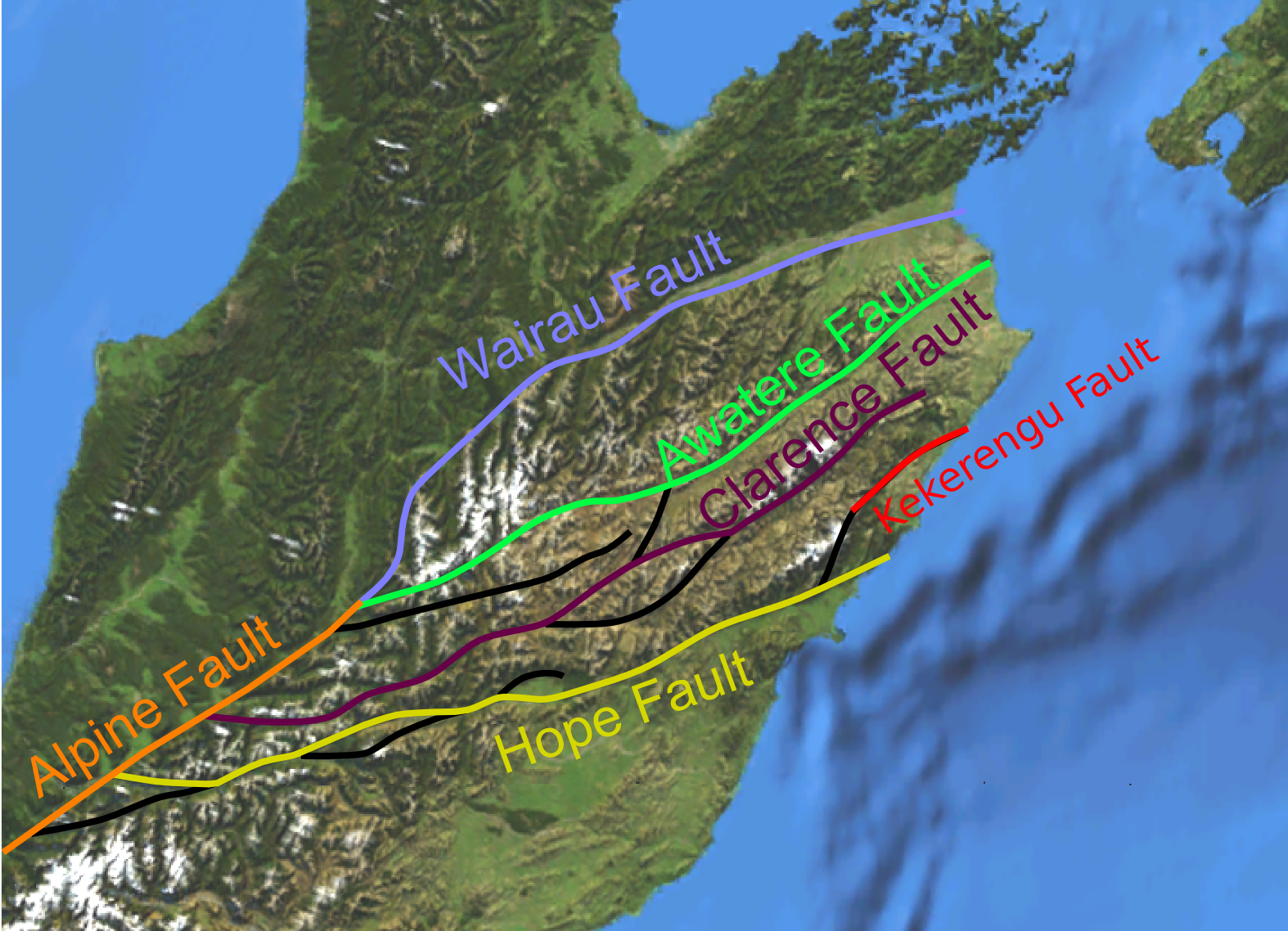
Az Awatere törésvonal
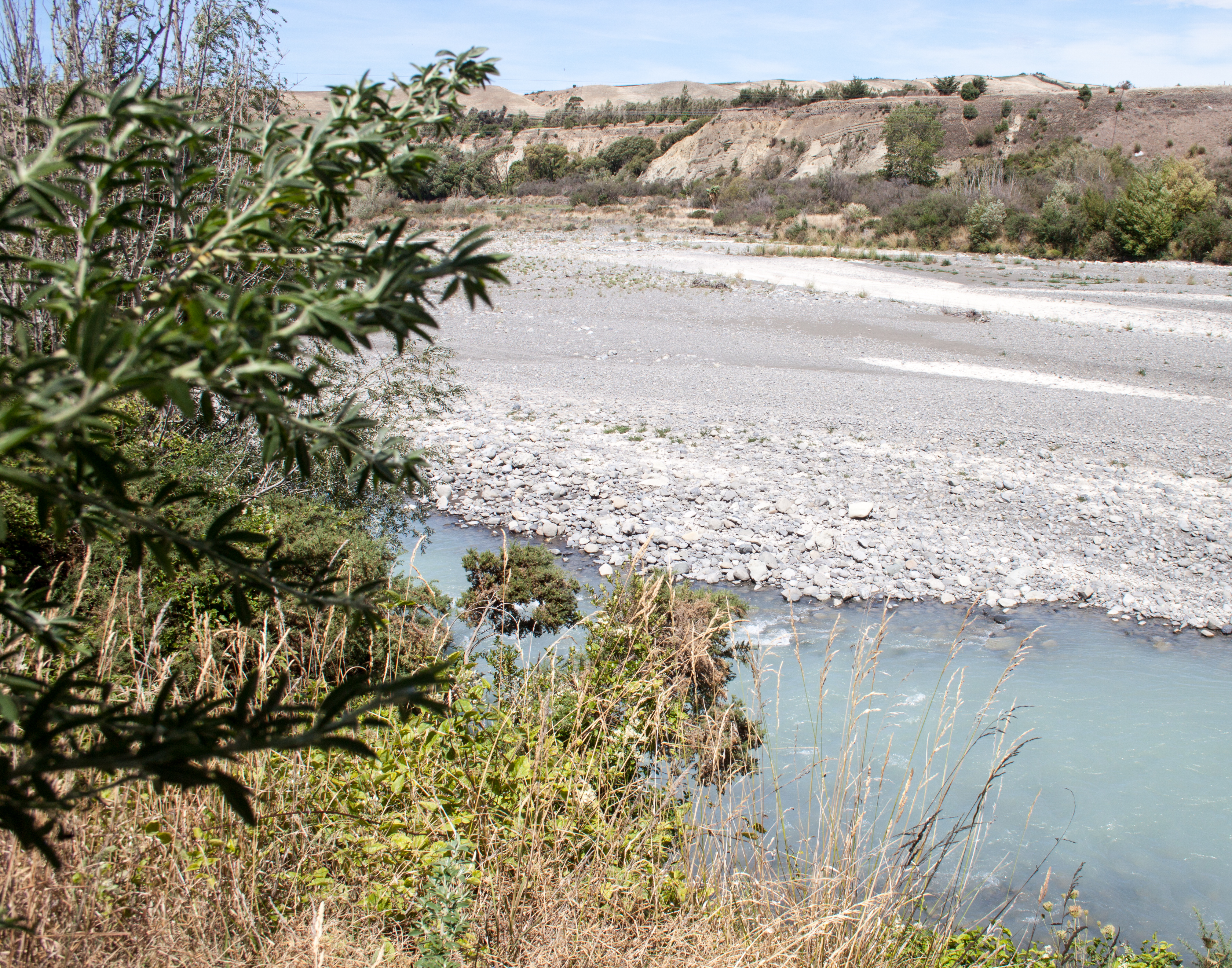
A folyó medre nyáron, alacsony vízállásnál
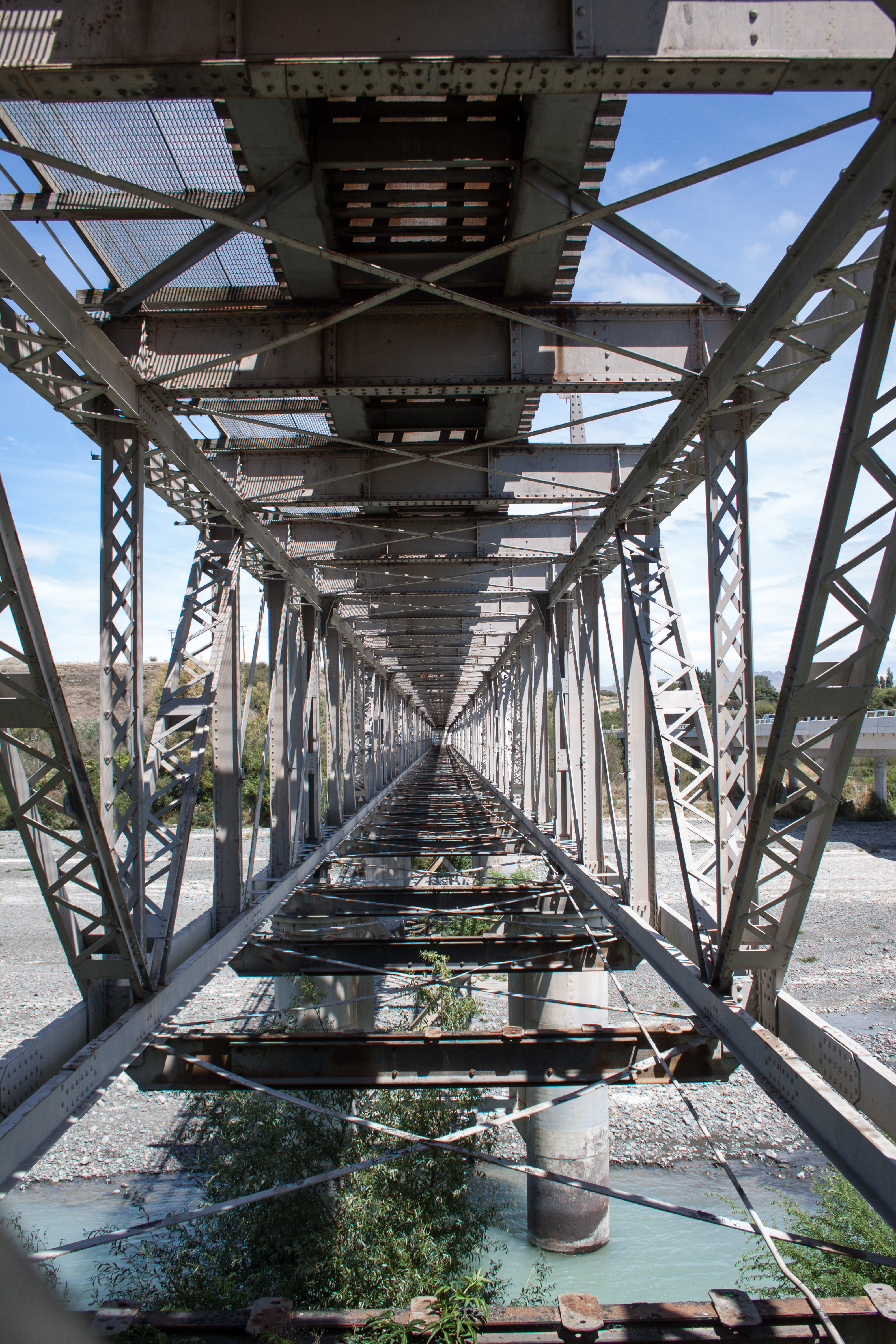
Az Awatere hídja 2016-ban